# Raggatt Mountains
Die Raggatt Mountains sind eine Gruppe von Bergen im ostantarktischen Enderbyland. Sie ragen westwärts der Scott Mountains auf und liegen östlich des Rayner- und nördlich des Thyer-Gletschers.
Entdeckt wurden sie von Douglas Walter Leckie (* 1920), Flugstaffelführer der Royal Australian Air Force, bei einem Überflug im Oktober 1956 im Rahmen der Australian National Antarctic Research Expeditions. Das Antarctic Names Committee of Australia (ANCA) benannte das Gebirge nach dem australischen Geologen Harold George Raggatt (1900–1968), Sekretär des Ministeriums für nationale Entwicklung in Australien von 1951 bis 1965.